# Juan Pardo de Tavera
Juan Pardo de Tavera (Toro, 26 maggio 1472 – Valladolid, 1º agosto 1545) è stato un cardinale e arcivescovo cattolico spagnolo.

## Biografia
Nacque il 26 maggio 1472 a Toro, attualmente in provincia e diocesi di Zamora, allora nel Regno di Castiglia e León, da Arias Pardo e Guiomar Tavera.
Laureato in giurisprudenza e teologia, nipote del vescovo Diego de Deza (che difese davanti ai re le idee di Cristoforo Colombo), fu consigliere dell'Inquisizione spagnola e rettore dell'Università di Salamanca agli inizi del XVI secolo. Nel 1514 fu nominato vescovo di Ciudad Rodrigo. In quest'epoca frequentò la corte di Carlo V e da lui ottenne il trasferimento alla diocesi di Osma. Presidiò il consiglio di Castiglia, il principale centro di potere della monarchia spagnola, e la Cancelleria di Valladolid, un organo con competenze giudiziali sul territorio della Castiglia. Nel 1525 divenne arcivescovo di Santiago di Compostela quando questa presiedeva le corti di Toledo e Valladolid nel 1525.
Divenne cardinale nel 1531, nominato da papa Clemente VII con il titolo di cardinale presbitero di San Giovanni a Porta Latina e tre anni dopo gli fu affidata l'arcidiocesi di Toledo. Rinunciò al consiglio di Castiglia per diventare, nel 1539, inquisitore generale.
Morì il 1º agosto 1545, settantatreenne, a Valladolid.

## Successione apostolica
La successione apostolica è:
- Vescovo Esteban Almeida (1540)
- Cardinale Durante Duranti (1540)
- Cardinale Antoine Perrenot de Granvelle (1542)
- Arcivescovo Tomás García Martínez, O.S.A. (1544)
- Vescovo Juan Bernal Díaz de Luco (1545)